# إيف كلاين
إيف كلاين (بالفرنسية: Yves Klein) (28 أبريل 1928 - 6 يونيو 1962) كان فنانا فرنسيًا وشخصية هامة في الفن الأوروبي بعد الحرب. وكان عضوًا بارزا في الحركة الفنية الفرنسية نوفو رياليسم (بالفرنسية: Nouveau réalisme)، التي أسسها الناقد الفني بيير ريستاني عام 1960. كان كلاين رائدًا في تطوير فن الأداء، ويُنظر إليه على أنه مصدر إلهام ورائد في الحركة الفنية التقليلية، وكذلك فن البوب.

## سيرته
ولد كلاين في نيس، في الإقليم الفرنسي للألب البحرية. كان والداه، فرد كلاين وماري ريموند، رسامين. رسم والده بأسلوب فن ما بعد الانطباعية، في حين كانت والدته من الشخصيات البارزة في الفن غير الرسمي، وعقدت أمسيات منتظمة مع ممارسي هذه الحركة التجريدية الباريسية البارزين. لم يتلقَّ كلاين أي تدريب رسمي في الفن، ولكن والديه عرّضاه لأساليب وأنماط فنية مختلفة. كان والده رسامًا مجازيًا، في حين كانت والدته مهتمة بالتعابير المجردة.

من عام 1942 إلى عام 1946، درس كلاين في المدرسة الوطنية للبحرية التجارية (بالفرنسية: the École Nationale de la Marine Marchande) والمدرسة الوطنية للغات الشرقية (بالفرنسية: the École Nationale des Langues Orientales). في هذا الوقت، شكّل صداقةً مع أرمان (أرماند فرنانديز) وكلود باسكال وبدأ في الرسم. في سن التاسعة عشرة، كان كلاين وأصدقاؤه جالسين على شاطئ في جنوب فرنسا، ويقسمون العالم بينهم؛ اختار أرمان الأرض، واختار باسكال الكلمات، في حين اختار كلاين الفضاء السماوي المحيط بالكوكب، الذي شرع بعد ذلك في رسمه:
مع هذه اللفتة الرمزية الشهيرة من رسم السماء، توقع كلاين فحوى فنه من ذلك الوقت فصاعدًا - محاولة للوصول إلى أقصى جانب من اللانهائية.

## الجودو
بدأ كلاين في ممارسة الجودو في أثناء دراسته في المدرسة الوطنية للغات الشرقية. سافر إلى إيطاليا، وبريطانيا العظمى، وإسبانيا، واليابان خلال الأعوام من 1948 إلى 1952. سافر إلى اليابان عام 1953، وأصبح في عمر 25 سنة ماهرًا في الجودو، وحصل على رتبة يودان (حزام أسود 4 دان/درجة) من معهد كودوكان للجودو، ليصبح بذلك أول أوروبي يرتقي إلى تلك الرتبة. في وقت لاحق من ذلك العام، أصبح المدير الفني لفريق الجودو الإسباني. في عام 1954، كتب كلاين كتابًا بالفرنسية حول الجودو باسم أساسيات الجودو (بالفرنسية: Les Fondements du judo.). في العام نفسه، استقر بشكل دائم في باريس وبدأ بشكل جدي في ترسيخ نفسه في عالم الفن.

## سوق الفن
إلى جانب أعمال آندي وارهول وويليم دي كوننغ، كانت لوحة كلاين آر إيه (1960) من بين أكثر خمس لوحات مبيعًا في مزاد دار كريستيز لفنون ما بعد الحرب والفن المعاصر في مايو 2006. بيعت لوحته الإسفنجية الزرقاء أحادية اللون بسعر 4,720,000 دولار. ببيعت لوحته آر إي (1958) مقابل 6,716,000 دولار في دار كريستيز في نيويورك في نوفمبر 2000. في عام 2008، بيعت لوحته الذهبية أحادية اللون آي جي 9 (1962) بسعر 21,000,000 دولار في المزاد. بيعت لوحته إف سي 1 (لون النار 1) التي يبلغ طولها 10 أقدام تقريبًا، ورسمت بموقد لحام، وماء بمبلغ 36.4 مليون دولار أمريكي في المزاد عام 2012.

## روابط خارجية
- إيف كلاين على موقع الموسوعة البريطانية (الإنجليزية)
- إيف كلاين على موقع مونزينجر (الألمانية)
- إيف كلاين على موقع ميوزك برينز (الإنجليزية)